# Pierre Pithou
Pierre Pithou eller Petrus Pithoeus, född den 1 november 1539 i Troyes, död den 1 november 1596, var en fransk författare. 
Pithou, som var generalprokurator vid Parisparlamentet, utgav en mängd gamla urkunder och diplom samt utvecklade en storartad författarverksamhet, vars frukter samlades i Paris 1609 under titeln Pithoei opera sacra, juridica, historica et miscellanea. 
Som jurist stod han vid sin berömde vän Cujacius sida i samtidens aktning; hans studier omfattade såväl romersk som gammalgermansk rätt (han utgav västgoternas lagar 1579) och särskilt kyrkorätt. Han är ett viktigt namn inom gallikanismen, den franska kyrkans frihetssträvanden gentemot Rom. Hans Traité des libertés de l'église gallicane (vilket betyder "Traktat och den gallikanska kyrkans friheter) från 1594 är ett klassiskt arbete som haft betydelse långt in på 1800-talet.
Pithou medarbetade i "La satire ménippée".